# 1246

## Události
- vymření Babenberků
- svatba českého prince Vladislava Přemyslovského s rakouskou vévodkyní Gertrudou Babenberskou

## Narození
- Jan z Montecorvina, františkánský misionář († 1328)

## Úmrtí
- 31. března – Isabela z Angoulême, anglická královna jako manželka Jana Bezzemka (* 1187/1188?)
- 4. června – Isabela z Angoulême, anglická královna (* 1188)
- 15. června – Fridrich II. Bojovný, vévoda rakouský a štýrský († 1211)
- 20. září – Michal Černigovský, ruský kníže z rodu Rurikovců a světec (* asi 1185)
- 30. září – Jaroslav Vsevolodovič, veliký kníže vladimirský (* 8. února 1191)
- 8. listopadu – Berenguela Kastilská, leónská a kastilská královna jako manželka Alfonse IX. (* 1180)
- ? – Kaliman I. Asen, bulharský car (* 1233/1234)
- ? – Svatá Luitgarda, vlámská řeholnice a světice (* 1182)
- ? – Měšek II. Opolsko-Ratibořský, opolský a ratibořský kníže (* ? 1220)

## Hlava státu
- České království – Václav I.
- Svatá říše římská – Fridrich II. – Jindřich Raspe
- Papež – Inocenc IV.
- Anglické království – Jindřich III. Plantagenet
- Francouzské království – Ludvík IX.
- Polské knížectví – Boleslav V. Stydlivý
- Uherské království – Béla IV.
- Latinské císařství – Balduin II.
- Nikájské císařství – Jan III. Dukas Vatatzés